# Forças Terrestres Iugoslavas
As Forças Terrestres Iugoslavas (em servo-croata:  Kopnena Vojska – KoV; Servo-croata cirílico: Копнена Војска – КоВКоВ) foi o ramo das forças terrestres do Exército Popular Iugoslavo (JNA) de 1 de março de 1945 até 20 de maio de 1992, quando os últimos remanescentes foram fundidos nas Forças Terrestres da nova República Federativa da Iugoslávia, sob ameaça de sanções.

## História
As origens do JNA podem ser encontradas nas unidades partisans iugoslavas da Segunda Guerra Mundial. Como parte da Resistência durante a Segunda Guerra Mundial, a Guerra Popular de Libertação da Iugoslávia, o Exército Popular de Libertação da Iugoslávia (NOVJ), um antecessor do JNA, foi formado em 22 de dezembro de 1941 na cidade de Rudo, na Bósnia e Herzegovina, com o estabelecimento de a 1.ª Brigada Proletária. Após a libertação do país da ocupação das Potências do Eixo, essa data foi oficialmente celebrada como o Dia do Exército na República Socialista Federativa da Iugoslávia.
Em março de 1945, o NOVJ foi renomeado como Exército Iugoslavo (Jugoslovenska Armija) e, finalmente, em seu 10.º aniversário, em 22 de dezembro de 1951, recebeu o adjetivo de Povo (ou seja, Narodn). 
De oito divisões no início da década de 1950,  as forças terrestres cresceram para o que a ISS estimou como uma força de 220.000, incluindo 13 divisões de infantaria, 3 divisões blindadas e 6 divisões de montanha, e 14 brigadas independentes, incluindo uma infantaria aerotransportada e uma brigada de fuzileiros navais em agosto de 1966. 
Em setembro de 1968, a Defesa Territorial (TO) foi formada para apoiar o JNA e em 21 de fevereiro de 1974 as unidades TO foram subordinadas às suas províncias ou repúblicas. Assim, o JNA e o TO tornaram-se partes iguais das Forças Armadas Iugoslavas (Oružane Snage SFRJ).
Em julho de 1970, o Instituto Internacional de Estudos Estratégicos estimou que as forças terrestres iugoslavas incluíam 200 mil efetivos, nove divisões de infantaria com alguns tanques T-34; uma divisão blindada com tanques M47 Patton, T-54 e T-55; 33 brigadas de infantaria independentes, 12 brigadas de tanques independentes, uma brigada de infantaria de fuzileiros navais, uma brigada aerotransportada, 650 tanques M4 Sherman, PT-76 e cerca de 35 tanques AMX-13, veículos blindados de transporte de pessoal M-3, BTR-50 e BTR-60P, canhões autopropelidos SU-100 e obuseiros de 105 mm e 155, mísseis superfície-ar SA-2 "Guideline" e canhões antiaéreos autopropelidos SU-57P. 
De acordo com a Constituição Iugoslava de 1974, as Forças Terrestres foram divididas em seis exércitos distribuídos pelas cinco repúblicas. Embora partes da estrutura tenham mudado entre 1968 e 1988, os contornos principais permaneceram os mesmos:
- 1° Exército (Belgrado) - parte norte da Sérvia Central e Norte da Sérvia (Voivodina) [5]
- 2° Exército (Niš) – parte sul da Sérvia Central e Sul da Sérvia (Kosovo e Metohia)
- 3° Exército (Skopje) - Macedônia
- 5° Exército (Zagreb) – Croácia
- 7° Exército (Sarajevo) - Bósnia e Herzegovina
- 9° Exército (Liubliana) – Eslovênia
- 2° Corpo (Titogrado) - De 1981 a 1988 o corpo foi uma formação independente sob o comando direto da Secretaria Federal de Defesa Nacional.[6]
- Distrito Naval Costeiro (Split) - antigo 4° Exército

Em julho de 1979, o Instituto Internacional de Estudos Estratégicos estimou que as forças terrestres iugoslavas incluíam 190.000 pessoas (incluindo 130.000 recrutas), oito divisões de infantaria, sete brigadas de tanques independentes, 12 brigadas de infantaria independentes, duas brigadas de infantaria de montanha, um batalhão aerotransportado, 12 artilharias. regimentos, seis regimentos de artilharia antitanque e 12 regimentos de artilharia antiaérea. 
As tensões entre o JNA e o TO tornaram-se evidentes com a deterioração da situação política na Jugoslávia na década de 1980. O governo federal ficou preocupado com o facto de as repúblicas constituintes da Jugoslávia usarem o TO para facilitar a sua secessão da Jugoslávia e, portanto, desarmou o TO do Kosovo de 130.000 membros. Em 1988, o JNA absorveu todo o TO, com o general sérvio-bósnio Blagoje Adžić tornando-se o Chefe do Estado-Maior General das Forças Armadas do JNA.
Em 1988, os exércitos foram reorganizados em Distritos ou Regiões Militares que já não correspondiam às fronteiras internas, tornando assim mais difícil para as repúblicas controlarem as suas próprias forças. Além da Guarda Proletária, um corpo mecanizado, as divisões de infantaria das Forças Terrestres foram reorganizadas em 17 Corpos, cada um composto por quatro a oito brigadas. No final de junho de 1990, o JNA dissolveu a 6.ª Divisão de Infantaria Proletária e o comando de defesa da cidade de Zagreb.

## Organização de 1991
Outrora considerado o quarto exército mais forte da Europa, com 140.000 soldados activos e milhões de reservas, em 1991, com a eclosão das Guerras Iugoslavas, as forças terrestres foram organizadas em quatro regiões militares (RG). O Primeiro, o Terceiro e o Quinto correspondiam aos três exércitos de campanha das forças terrestres. A Força Aérea e a Defesa Aérea seguiram esse padrão com o Primeiro, Terceiro e Quinto Corpo Aéreo. Um pequeno número de unidades das forças terrestres e aéreas estavam fora das regiões militares, diretamente sob o comando e controle do Estado-Maior. A quarta região militar era a Região Militar do Mar (ou Região Naval), uma formação conjunta Marinha/Forças Terrestres, que era em geral comandada pelo chefe da Marinha, com unidades de forças terrestres para defesa costeira na retaguarda da artilharia naval. A Região Marítima Militar não possuía unidades de aviação tática designadas e o apoio aéreo era fornecido pelos três corpos aéreos.
- Estado-Maior do Exército Popular Iugoslavo (Belgrado-Kneževac)
  - unidades e formações diretamente subordinadas ao Estado-Maior
    - Grupo de Forças Especiais do Estado-Maior General (Pančevo)
    - Brigada Mecanizada de Guardas (Belgrado)
    - 63.ª Brigada Aerotransportada (Niš) (formalmente parte da Força Aérea)
    - unidades e formações adicionais
- Primeira Região Militar (Belgrado-Topčider), Teatro do Norte (responsável pelo leste da Croácia (Eslavônia), parte norte da Sérvia Central, Norte da Sérvia (Voivodina) e Bósnia e Herzegovina).
  - unidades e formações diretamente sob a Primeira RG
    - Divisão Mecanizada da Guarda Proletária, (Belgrado-Banjica) (força reduzida em tempos de paz)
    - 4.ª Divisão Motorizada (força reduzida em tempos de paz) (dissolvida em 1990)
    - 22.ª Divisão de Infantaria (força reduzida em tempos de paz) (dissolvida em 1990)
    - Flotilha do Rio (Novi Sad)
    - Comando de Defesa da Cidade de Belgrado (Belgrado)
    - outras unidades e formações

  - 4.º Corpo (Sarajevo)
  - 5.º Corpo (Banja Luka)
  - 12.º Corpo (Novi Sad)
  - 17.º Corpo (Tuzla)
  - 24.º Corpo (Kragujevac)
  - 37.º Corpo (Titovo Užice)
- Terceira Região Militar (Skopje), Teatro Sudeste (parte sul da Sérvia Central, Sérvia Meridional (Kosovo e Metohia), Montenegro e República da Macedônia
  - unidades e formações diretamente sob a Terceira RG
    - 37.ª Divisão Motorizada (Raška) (força reduzida em tempos de paz) (dissolvida em 1990)
    - outras unidades e formações

  - 2.º Corpo (Titogrado)
  - 21.º Corpo (Niš)
  - 41.º Corpo (Bitola)
  - 42.º Corpo (Kumanovo)
  - 52.º Corpo (Pristina), provavelmente incluía a 125.ª Brigada Motorizada, formada em 1981 em Mitrovica
- Quinta Região Militar (Zagreb), Teatro Noroeste (Eslovênia e norte da Croácia)
  - unidades e formações diretamente sob a Quinta RG
    - 6.ª Divisão de Infantaria Proletária (Karlovac) (força reduzida em tempos de paz) (dissolvida em 1990)
    - Comando de Defesa da Cidade de Zagreb (Zagreb) (dissolvido em 1990)
    - outras unidades e formações

  - 10.º Corpo (Zagreb) (estabelecido em 1990 pela combinação da 6.ª Divisão PI e do CDC de Zagreb)
  - 13.º Corpo (Rijaka)
  - 14.º Corpo (Liubliana)
  - 31.º Corpo (Maribor)
  - 32.º Corpo (Varaždin)
- Região Marítima Militar (Split-Žrnovnica) (Sudeste da Croácia (Dalmácia) e litoral croata e montenegrino)
  - Marinha Iugoslava
    - Frota
    - outras unidades e formações navais
    - Bastiões Navais (fortificações nas ilhas da Dalmácia) [10]
    - Artilharia Costeira
    - 5.º Setor Marítimo Militar (Pula) (formado em torno da 139. Brigada de Infantaria Naval em Pula (reorganizada como 139.ª Brigada Motorizada por volta de 1990) e unidades adicionais)
    - 8.º Setor Marítimo Militar (Šibenik) (formado em torno da 11.ª Brigada de Infantaria Naval (Proletária) em Šibenik (reorganizada como 12.ª Brigada Anfíbia por volta de 1990) e unidades adicionais)
    - 9.º Setor Marítimo Militar (Kumbor) (formado em torno da 472.ª Brigada de Infantaria Naval em Trebinje) (reorganizada como 472.ª Brigada Motorizada por volta de 1990) e unidades adicionais)

  - 9.º Corpo (Knin)

Em 1990, o exército tinha quase concluído uma grande revisão da sua estrutura básica de força. Eliminou sua antiga organização divisional de infantaria e estabeleceu a brigada como a maior unidade operacional. O exército converteu dez das doze divisões de infantaria em vinte e nove brigadas de tanques, mecanizadas e de infantaria de montanha com regimentos integrais de artilharia, defesa aérea e antitanque. Uma brigada aerotransportada foi organizada antes de 1990. A mudança para uma organização a nível de brigada proporcionou maior flexibilidade operacional, capacidade de manobra e iniciativa táctica, e reduziu a possibilidade de grandes unidades do exército serem destruídas em combates pré-definidos com um agressor. A mudança criou muitos cargos seniores de comando de campo que desenvolveriam oficiais relativamente jovens e talentosos. A estrutura da brigada também era mais apropriada numa época de declínio de mão de obra. 

## Corpos
Havia 17 Corpos (ambos nomeados e numerados), que consistem no seguinte: 
- Sérvio (x 5) – 12.º, 21.º, 24.º, 37.º e 52.º
- Croata (x 4) – 9.º, 10.º, 13.º e 32.º
- Bósnia-Herzegovina (x 3) – 4.º, 5.º e 17.º
- Macedônio (x 2) – 41.º e 42.º
- Esloveno (x 2) – 14 e 31
- Montenegrino (x 1) – 2.º

Cada Corpo continha o seguinte: 
- Tropas do Quartel-General do Corpo,
- Corpo de Apoio ao Combate – três regimentos de artilharia (um de artilharia mista, um antitanque misto, um antiaéreo leve) e seis batalhões (engenheiros, sinalizadores, polícia militar, NBC (Nuclear Biological Chemical), médico e de reposição).
- As forças de combate do corpo consistiam em quatro brigadas blindadas/mecanizadas/motorizadas, além de infantaria, infantaria leve e brigadas de montanha.

Durante o curso das Guerras Iugoslavas de dez anos, os corpos foram modificados, sendo reforçados com unidades extras de fora do teatro; os batalhões tornaram-se então regimentos e os regimentos tornaram-se brigadas. No entanto, muitas unidades também foram dissolvidas quando o seu pessoal não sérvio/montenegrino desertou. 

## Pessoal
Na década de 1980, as forças terrestres contavam com cerca de 140 mil soldados no ativo (incluindo 90 mil recrutas) e podiam mobilizar mais de um milhão de reservistas treinados em tempo de guerra. A maioria dos soldados era de origem sérvia, croata, bósnia, macedónia ou montenegrina. As forças de reserva foram organizadas segundo linhas republicanas em Forças Partisans e Forças de Defesa Territorial e em tempo de guerra deveriam estar subordinadas ao Comando Supremo do JNA como parte integrante do sistema de defesa. As Forças de Defesa Territorial (força reserva) eram formadas por ex-recrutas e ocasionalmente eram convocados para exercícios de guerra. 
As forças terrestres foram subdivididas em infantaria, blindados, artilharia de campanha e artilharia de defesa aérea, bem como corpos de sinalização, engenharia e defesa química. 

## Operações

### Guerra dos Dez Dias
Durante a Guerra dos Dez Dias, o JNA teve um desempenho péssimo, pois muitos dos soldados jugoslavos não perceberam que estavam a participar numa verdadeira operação militar, e sim num exercício, até serem atacados. O corpo de oficiais era dominado por sérvios e montenegrinos e, em muitos casos, ideologicamente comprometido com a unidade iugoslava. As tropas comuns, entretanto, eram recrutas, muitos dos quais não tinham uma forte motivação para lutar contra os eslovenos. Dos soldados do 5.º Distrito Militar, que atuava na Eslovênia, em 1990 30% eram albaneses, 20% croatas, 15 a 20% sérvios e montenegrinos, 10% bósnios, e 8% eslovenos. O JNA acabou perdendo quase todo o seu pessoal esloveno e croata, tornando-se uma força quase inteiramente sérvia e montenegrina. O seu fraco desempenho na Eslovénia e mais tarde na Croácia desacreditou a sua liderança - Kadijević demitiu-se do cargo de ministro da Defesa em Janeiro de 1992 e Adžić foi forçado a reformar-se por motivos médicos pouco depois. Devido à curta duração (10 dias) e à intensidade relativamente baixa da guerra, as baixas foram baixas. Segundo estimativas eslovenas, o JNA sofreu 44 mortes e 146 feridos, enquanto 4.692 soldados do JNA e 252 policiais federais foram capturados pelo lado esloveno. De acordo com avaliações pós-guerra feitas pelo JNA, as suas perdas materiais ascenderam a 31 tanques, 22 veículos blindados de transporte de pessoal, 6 helicópteros, 6.787 armas de infantaria, 87 peças de artilharia e 124 armas de defesa aérea danificadas, destruídas ou confiscadas. Os danos materiais foram bastante leves, devido à natureza dispersa e de curto prazo dos combates.

## Infantaria

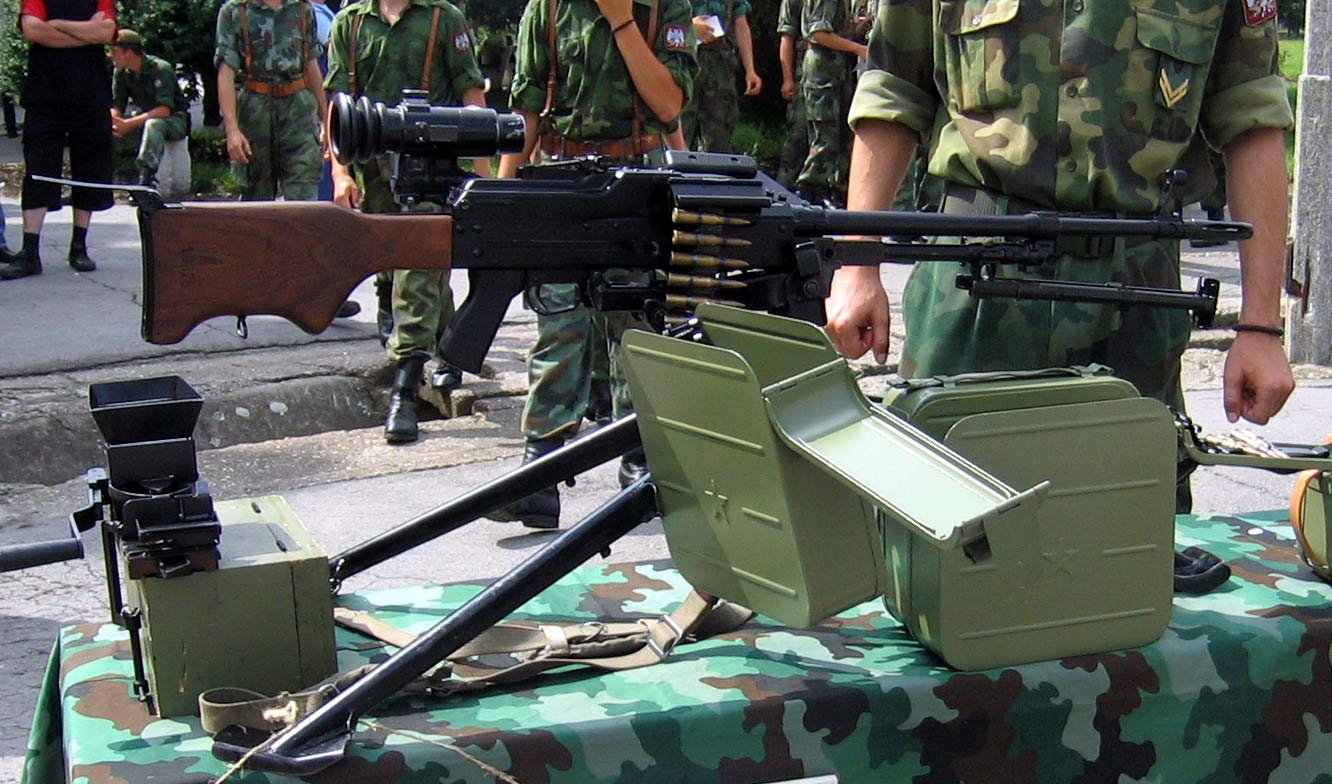
Metralhadora pesada, Zastava M84 7.62 mm.

As forças terrestres lideraram em pessoal. Tinha cerca de 540 mil soldados na ativa (incluindo 120 mil recrutas) e podia mobilizar mais de um milhão de reservistas treinados em tempo de guerra. As forças de reserva foram organizadas ao longo das linhas das repúblicas em Forças de Defesa Territorial e em tempo de guerra deveriam estar subordinadas ao Comando Supremo do JNA como parte integrante do sistema de defesa. A Defesa Territorial (força reserva) era composta por ex-recrutas e ocasionalmente eram convocados para exercícios de guerra. 

### Equipamento
- Fuzis de assalto
  - Zastava M70
- Metralhadoras
  - Zastava M53
  - Zastava M84
  - Zastava M72
  - Zastava M77
- Metralhadoras
  - Skorpion vz. 61
  - Metralhadora M56
  - Metralhadora M49
- Rifles de precisão
  - Zastava M76
- Pistolas
  - CZ-99
  - Zastava M57
  - Zastava M70 (pistola)
  - Zastava M88
- Lançadores
  - M80 Zolja
  - M79 Osa
  - M90 Stršljen

## Brigadas de tanques e blindadas

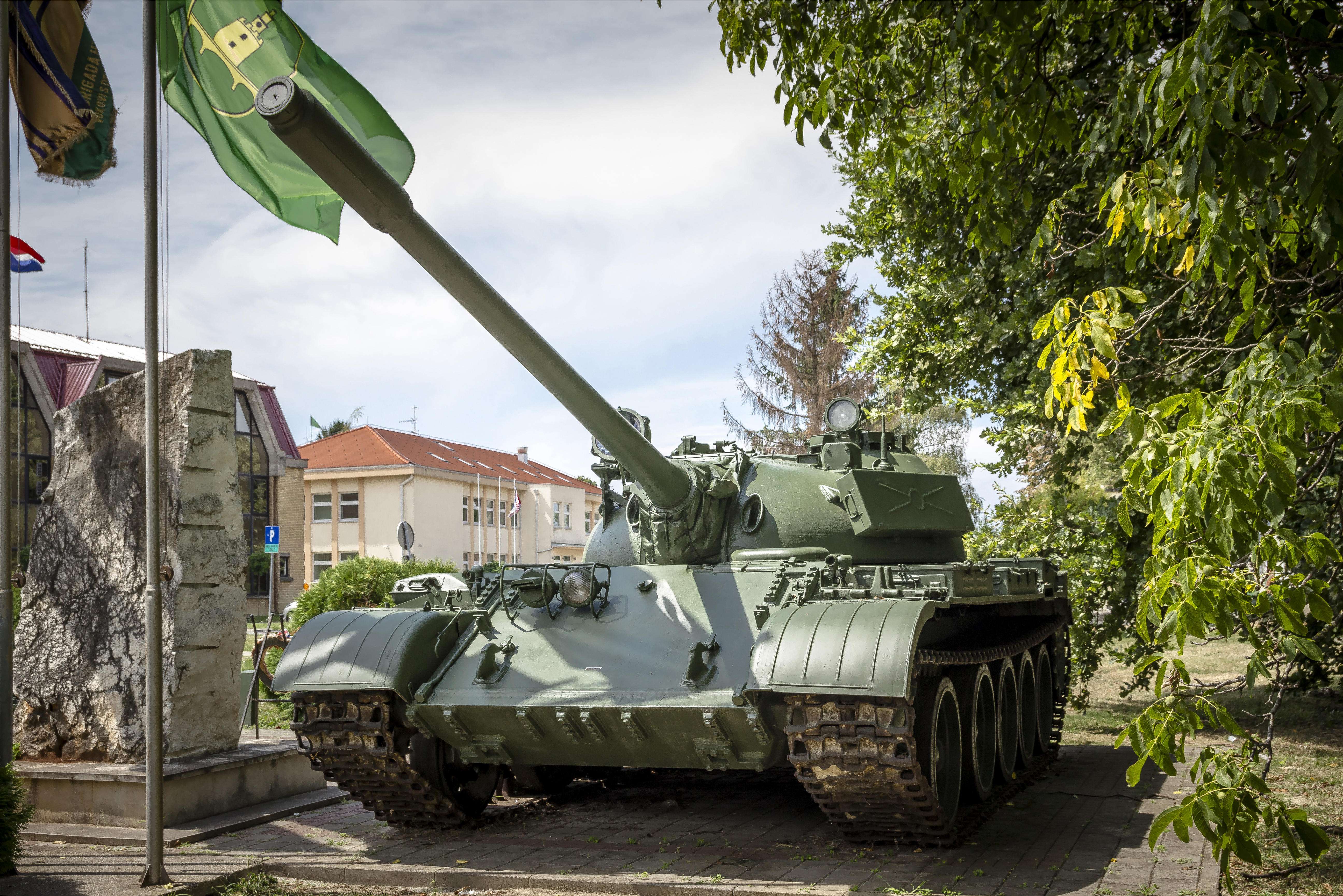
Tanque T-55 exibido em Valpovo, Croácia

As brigadas de tanques iugoslavas compreendiam dois ou três batalhões, cada um com 31 tanques em três dez companhias de tanques. Eles operaram 1.114 T-54 e T-55 soviéticos, 73 T-72 soviéticos, 443 M-84 iugoslavos e alguns tanques M-47 fabricados nos Estados Unidos. Os tanques do exército eram, em muitos aspectos, as suas forças mais obsoletas. O T-54/-55 foi um modelo de linha de frente durante a década de 1960. A produção doméstica do M-84 (uma versão melhorada do T-72 soviético construído sob licença na Iugoslávia) fornecia ao exército um modelo do final dos anos 1970 e 1980. O exército também tinha uma reserva de antigos tanques T-34/85 e Sherman da Segunda Guerra Mundial. 
O exército iugoslavo tinha 995 IFVs M-80A e 551 veículos blindados de transporte de pessoal M-60P produzidos internamente. A infantaria também operou mais de 200 veículos blindados de transporte de pessoal (APCs) BTR-152, BTR-40 e BTR-50 de fabricação soviética, que foram adquiridos nas décadas de 1960 e 1970. Tinha 100 veículos de transporte de pessoal semi-lagartas M-3A1 produzidos pelos Estados Unidos e um pequeno número de novos veículos blindados romenos TAB-72 (uma variante do BTR-60 ). Os veículos blindados de reconhecimento incluíam alguns BTR-40 soviéticos mais antigos, modelos BRDM-2 e BTR-60 mais recentes e veículos domésticos BOV e M-8. 

### Equipamento
- Tanques leves
  - PT-76 – 63
- Tanques Médios
  - M-4 Sherman – 630 (incluindo veículos de recuperação de tanques M-32, M32B1 e M-74, armazenados na reserva)
  - T-34/85 – 889
  - M-47 Patton – 319
  - T-55 – 1614
  - Principais tanques de batalha
    - T-72 – 73
    - M-84 – 443

  - Destruidores de Tanques
    - SU-100 – 40
    - M18 Hellcat – ~260
    - M36 Jackson – ~300

  - Veículos blindados de transporte de pessoal
    - MT-LB – 40
    - OT M-60 – 551
    - BTR-50 – ~200
    - BTR-60 – 80
    - TAB-72 – 40

  - Veículos de combate de infantaria
    - BVP M-80 – 995

  - Veículos Blindados de Reconhecimento
    - BRDM-2 – 80
    - BOV APC – 317 (Estado sucessor)

## Artilharia

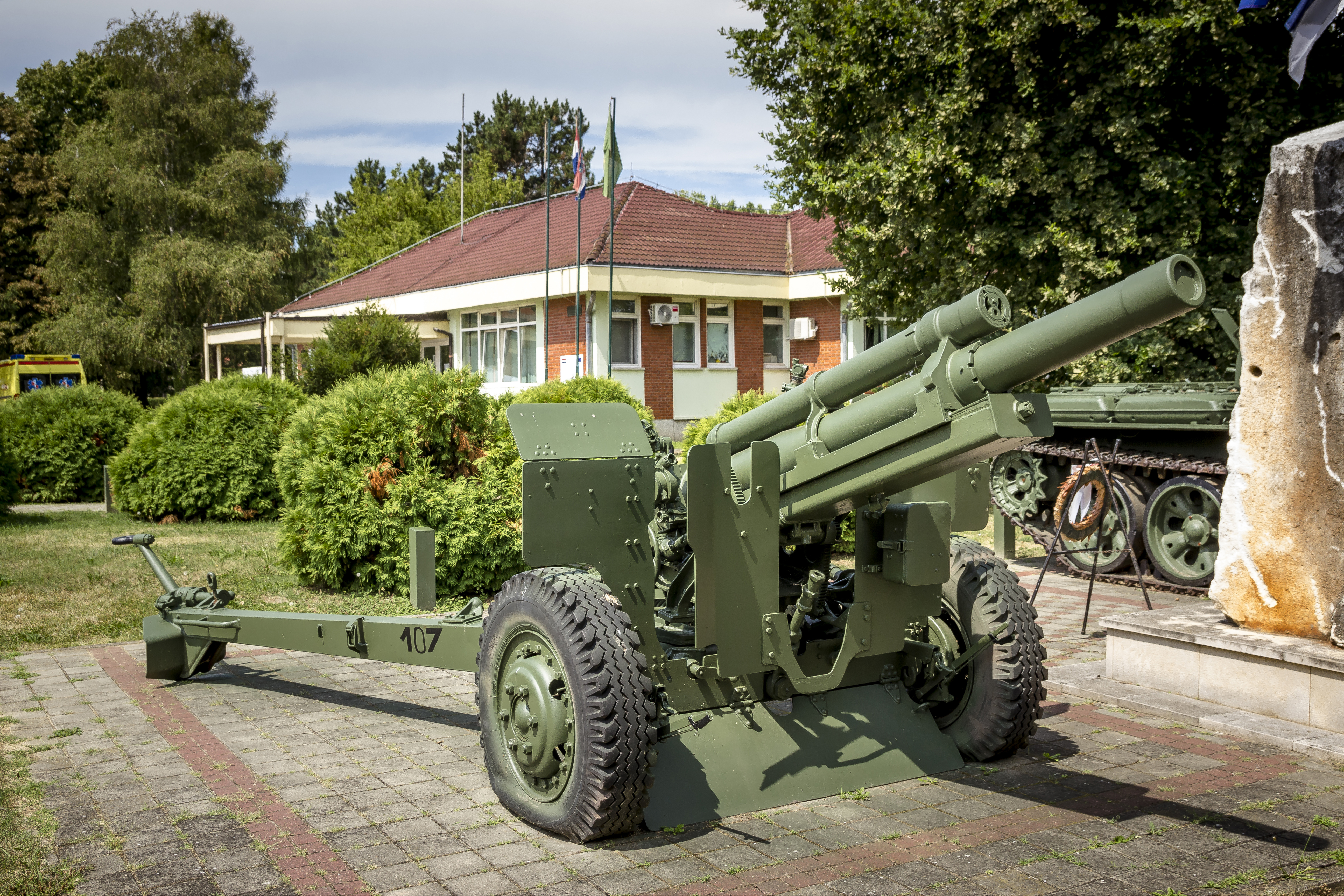
Obuseiro M101 exibido em Valpovo, Croácia

Os regimentos de artilharia iugoslavos estavam bem equipados com sistemas soviéticos, norte-americanos e domésticos. A artilharia soviética nessas unidades consistia em aproximadamente 1.000 obuseiros rebocados de 122 mm, canhões de 130 mm, canhões de 152 mm e obuseiros de 155 mm. Havia cerca de 700 canhões rebocados mais antigos de 105 mm e 155 mm nos Estados Unidos e modelos produzidos internamente, como o M-65, nos regimentos de artilharia. As peças rebocadas foram muito importantes para as operações nos terrenos montanhosos do país. 
Unidades de artilharia operavam canhões autopropelidos soviéticos de 100 mm e 122 mm e canhões autopropelidos M-7 de 105 mm produzidos na Iugoslávia. Essas unidades tinham mais de 8.000 morteiros de 82 mm e 120 mm, incluindo um morteiro autopropelido de 82 mm montado em uma variante M-60PB do veículo blindado de transporte de pessoal padrão. 
As unidades de artilharia iugoslavas operavam vários sistemas de mísseis no campo de batalha, incluindo 160 lançadores de foguetes múltiplos YMRL-32 e M-63 de 128 mm. O arsenal incluía quatro lançadores de mísseis de superfície soviéticos FROG-7. Colocado em campo pela primeira vez em 1967, o FROG-7 não guiado tinha um alcance de 100 quilômetros. 

### Equipamento
- Artilharia de montanha
  - M48 (também conhecida como Arma Tito)
- Artilharia Rebocada
  - M56 – ?
    - D-30 (D-30J, D-30JA1) – 120
    - D-74 – ?
    - M-46 – 250–300
    - D-20 – 20
    - M84 "NORA A" – 84
- Obus autopropelido
  - 2S1 Gvozdika – 100
- Artilharia de foguetes
  - Plamen M-63 – ~800
  - M-77 Oganj – ~120
  - M-87 Orkan – ~10
  - SAPO-7 – 10

## Regimentos antitanque
Os regimentos antitanque iugoslavos rebocaram armas antitanque, rifles sem recuo e mísseis guiados antitanque soviéticos. Os canhões antitanque incluíam modelos de 75 mm, 90 mm e 100 mm. Eles foram produzidos na União Soviética, com exceção do M-63B2 de 90 mm, que foi fabricado internamente. 
Os rifles sem recuo foram fabricados internamente e incluíam modelos de 57 mm, 82 mm e 105 mm. Dois rifles autopropelidos de 82 mm sem recuo poderiam ser montados em um veículo blindado de transporte de pessoal M-60PB. 
Os mísseis guiados antitanque eram o AT-1 soviético (OTAN: Snapper) e o AT-3 (OTAN: Sagger). Eles foram usados em unidades antitanque e de infantaria, mas devido à sua antiguidade, a eficácia contra armaduras avançadas era incerta. O veículo blindado de reconhecimento BOV-1 de quatro rodas poderia ser equipado com seis lançadores AT-3 para servir como uma plataforma antitanque altamente móvel. 

## Defesa Aérea
Unidades maiores do exército iugoslavo tinham consideráveis meios táticos de defesa aérea, projetados para defender grandes concentrações de tropas contra ataques aéreos inimigos. As forças terrestres tinham quatro regimentos de mísseis terra-ar e onze regimentos de artilharia antiaérea. O primeiro operou um grande número de mísseis soviéticos SA-6, SA-7, SA-9, SA-13, SA-14, SA-16 . Sistemas de curto alcance também foram empregados em unidades de infantaria. 
Os regimentos de artilharia antiaérea iugoslavas operavam mais de 5.000 armas. Os sistemas de canhões autopropelidos incluíam os sistemas de canhões duplos ZSU-57-2 de 57 mm de fabricação soviética e os BOV-3 triplos de 20 mm produzidos internamente e BOV-30 duplos de 30 mm. Um grande número de canhões antiaéreos rebocados de vários calibres estava no inventário. De origem nacional e estrangeira, incluíam peças adquiridas nos Estados Unidos, Tchecoslováquia, Suíça e Suécia. 

### Equipamento
- Sistemas antiaéreos
  - 57mm AZP S-60 – ?
  - M-55 – ?
  - Bofors 40mm – 142
- Sistemas antiaéreos autopropelidos
  - BOV-3/30 – ~100
  - M53/59 Praga – 789 [13]
  - ZSU-57-2 – 125
- MANPADs
  - Estrela-2 – 4700
  - 9K34 Estrela-3
  - 9K38 Igla
  - Ferrão FIM-92
- SAM
  - 9K31 Estrela-1 – 120
  - 9K35 Estrela-10 – 18
  - S-75 Dvina – 60 (usado pela Força Aérea e Defesa Aérea)
  - S-125 Neva – 60 (usado pela Força Aérea e Defesa Aérea)
  - 2K12 Kub – 80~90 (usado pela Força Aérea e Defesa Aérea)

## Defesa costeira
As baterias de artilharia costeira tinham mísseis e canhões de superfície. Eles operaram o SS-C-3 de projeto soviético e um míssil antinavio Brom produzido na Iugoslávia, montado em caminhão, que era essencialmente uma variante iugoslava do SS-N-2 soviético. Os canhões costeiros incluíam mais de 400 peças de artilharia de 85 mm, 88 mm, 122 mm, 130 mm e 152 mm obtidas da União Soviética, dos Estados Unidos, peças capturadas e reformadas alemãs e italianas da 2.ª Guerra Mundial e fabricantes iugoslavos. 

## Patentes e uniformes

### Uniformes

#### Alistados e suboficiais
Soldados e suboficiais recebiam uniformes de campanha e de serviço, enquanto os suboficiais tinham autorização para usar uniforme de gala. Os cadetes das escolas militares usavam uniformes de soldado. Os uniformes de inverno e verão dos soldados eram feitos de lã e algodão leves ou pesados, na cor verde-oliva. Todos os soldados usavam gravatas das mesmas cores, exceto no verão, quando a camisa do uniforme era usada com o colarinho aberto. 
Havia diversas variações do uniforme básico do soldado, e os uniformes femininos seguiam o mesmo estilo dos masculinos, com a saia substituindo as calças. Os paraquedistas usavam uma boina verde-oliva em vez do quepe padrão de guarnição ou serviço. 
As tropas de montanha usavam quepes de campanha rígidos e característicos, com viseiras semirrígidas e protetores de orelha. Usavam camisas de inverno largas, sob as quais era possível usar camadas adicionais. A camisa em si tinha um forro e uma gola que podia ser dobrada para cobrir o pescoço e o queixo. As calças usadas pelas tropas de montanha iam logo abaixo do joelho, com fecho de tira e fivela. Perneiras de couro, meias grossas de lã e capas para mau tempo também eram usadas pelas tropas de montanha. 
Vários padrões diferentes de uniformes de camuflagem foram usados por unidades selecionadas. 

#### Oficiais
Os oficiais tinham que comprar seus uniformes de campo, serviço, gala e traje completo. Eles usavam insígnias nas lapelas das camisas do uniforme de campo. O uniforme de serviço diferia apenas em alguns detalhes do uniforme básico. Os botões da camisa do uniforme de gala eram amarelo-ouro em vez da cor do serviço. As calças, jaquetas e sobretudos eram debruados em vermelho ao longo das costuras. A viseira do quepe mostrava o mesmo debrum que as ombreiras do oficial. O quepe do oficial general tinha uma tira de queixo de cordão dourado trançado. Outros oficiais usavam tiras de queixo simples de plástico ou couro. Os uniformes de gala eram azuis e eram usados com um cinto de faixa amarelo-ouro forrado com a cor de serviço apropriada. Os emblemas do quepe incluíam uma estrela vermelha com raios amarelo-ouro, com configurações distintas de acordo com a força. Os oficiais paraquedistas tinham a estrela vermelha repousando sobre um paraquedas prateado sobre um fundo azul. Os emblemas do quepe para oficiais generais mostravam a mesma coroa de ouro que as ombreiras. 